# Дубровино (Кировоградская область)
Дубровино (укр. Дубровине) — село в Гуровской сельской общине Кропивницкого района Кировоградской области Украины.
До 2020 года входило в Долинский район
Население по переписи 2001 года составляло 119 человек. Почтовый индекс — 28512. Телефонный код — 5234. Занимает площадь 0,551 км². Код КОАТУУ — 3521980802.